# Judolia cordifera
Judolia cordifera är en skalbaggsart som först beskrevs av Olivier 1795.  Judolia cordifera ingår i släktet Judolia och familjen långhorningar. Inga underarter finns listade i Catalogue of Life.